# ارس فنیقی
ارس فنیقی (نام علمی: Juniperus phoenicea) نام یک گونه از سرده ارس است.